# 大刀契

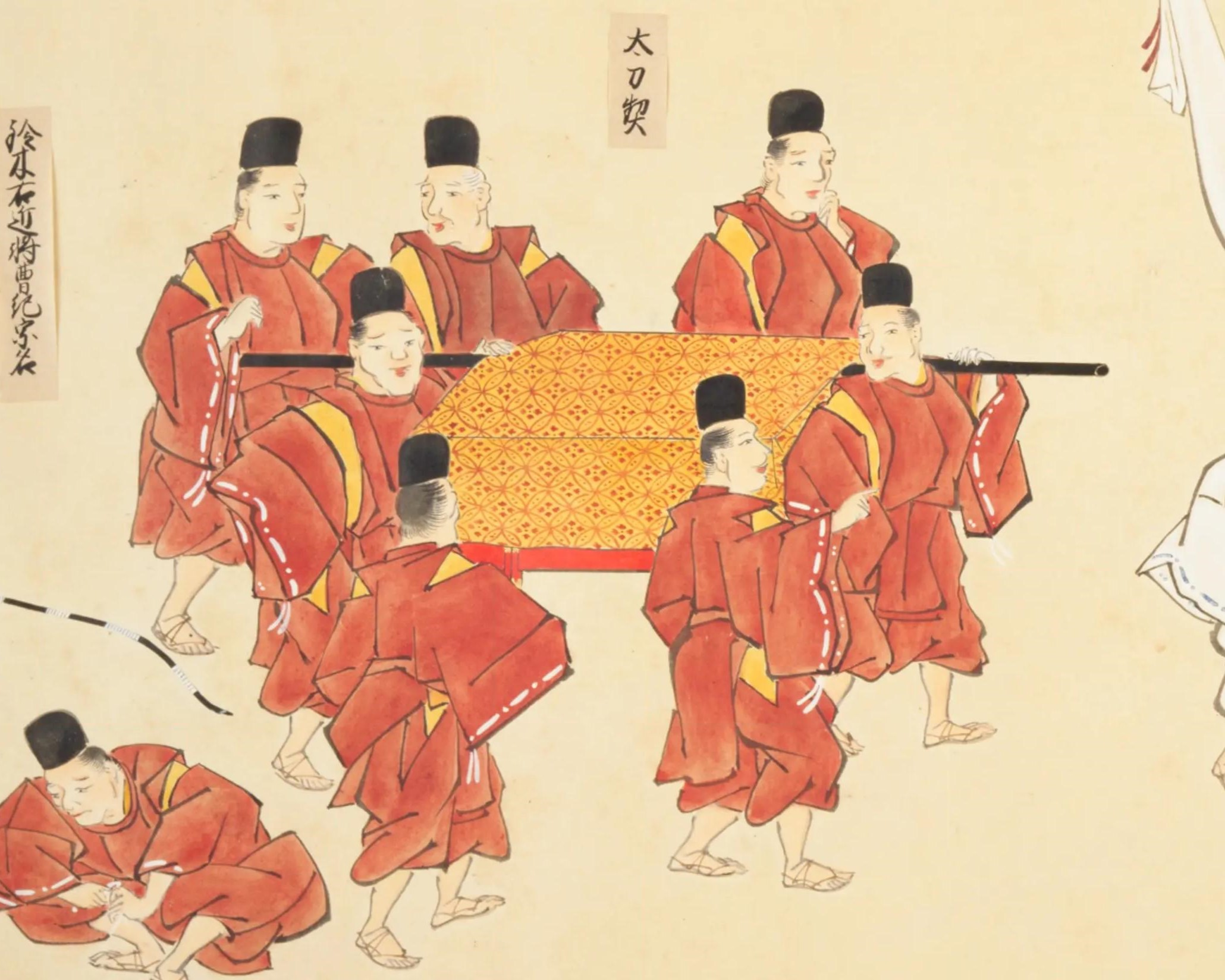
江戸時代の大刀契の櫃（『禁裏遷幸御行列』）

大刀契（だいとけい/たいとけい）は、かつて日本の皇位継承の際に歴代天皇に相伝された宝物のひとつ。節刀契とも。
三種の神器に次ぐ宝器としての位置づけにあったが、南北朝時代ごろに失われている。

## 概要
かつて皇位継承に際して三種の神器とともに前天皇から新天皇に相伝された、宝器（レガリア）の1つである。「大刀」は大刀2口と節刀数口を、「契」は数種の符契（符節/割り符）類を指し、これら2物をして「大刀契」と総称された。これら一切は唐櫃に入れられ、践祚の際に授受されたほか、行幸の際にも随行したという。
「大刀契」の訓みは、『塵袋』の「タイトケイ」の記載などによって知られる。「大刀契」という呼称自体の初見は、『小右記』が伝える天長10年（833年）の淳和天皇践祚の際における大刀契相伝の記述になる。ただし、『日本後紀』にある延暦25年（806年）の桓武天皇崩御に際する「璽并剣櫃奉東宮」の「剣櫃」や、『続日本後紀』にある嘉祥3年（850年）の仁明天皇崩御に際する「齎天子神璽宝剣符節鈴印等、奉於皇太子直曹」の「符節鈴印」が大刀契を指すとする説がある。
大刀契の由来に関して、『信経記』・『中右記』・『禁秘抄』・『塵袋』・『永和大嘗会記』・『桃華蘂葉』・『武家名目抄』などでは、元々は百済からの伝来品であると伝える。また大刀は神功皇后のときに百済から献じられたともいう。ただし、前述の延暦25年（806年）を文献上初見としたとしても、それ以前の主要文献（『古事記』・『日本書紀』・大宝令・養老令など）に記載は認められないため、詳細は明らかでない。この「文献に記載がない」という事実から、大刀契がレガリアに位置づけられたのは桓武天皇の代からとし、桓武天皇と関わりの深い百済王氏（百済系渡来氏族）一族が相伝する宝器であったとする説もある。『旧唐書』劉仁軌伝に白村江の戦いで戦場から逃亡した扶余が残した宝剣を唐軍が手に入れたとの記述があることから、百済王の宝器であった剣が日本にもたらされたという大石良材の説がある。しかし、それほどの重要物であれば文献に記述されるべきであるため、否定的な見解が強い。また大石は「大刀契」を百済国王の霊剣「宝器（レガリア）」と認めたうえで白村江の敗戦により百済再興が断念された後、天智天皇が百済国王位を兼帯したともしており、これを亡命百済王氏のレガリアと考えるのはほぼ定説と言う見解もある。
平安時代には大刀契が唐櫃に納められて温明殿（賢所）に安置されたことが見え、呼称は「伝国璽」などとも見える。『本朝世紀』天慶元年（938年）7月13日条には「細櫃等五合」に大刀契が納められていたことが見えるが、大刀契の大部分は天徳4年（960年）・寛弘2年（1005年）・寛治8年（1094年）などに起こった内裏火災で罹災した。天徳4年（960年）9月23日の火災では、温明殿から運び出せずに焼失し、『日本紀略』10月3日条によれば温明殿の焼け跡から44柄の太刀と金や銀などの節刀契74枚が見つかったという。2度目の寛弘2年（1005年）11月15日の火災は火元が温明殿と綾綺殿の間だったため運び出すべくもなく、『御堂関白記』同日条には大刀4柄、金銀銅の魚形55枚ばかりが見つかったと記述される。嘉保元年（1094年）10月24日堀河院の火災でも大刀契は焼失し、26日の『中右記』によれば焼け跡から10柄の剣が見つかり、銘などによりうち2本が霊剣と認められた。同条では長徳3年（997年）に安倍晴明が霊剣鋳造を進言したことを記録する藤原信経私記を引用しており、霊剣2本はそれぞれ破敵・守護という名で百済から献ぜられたものであるという所伝が記録されている。このような焼損を繰り返した後その相伝は鎌倉時代まで続いたことが確認される。
南北朝時代に入り、『匡遠記』によれば観応3年（1352年）の後光厳天皇践祚までに大刀契は失われ、その継承は廃絶したという。『薩戒記』正長元年（1428年）7月28日条に後花園天皇の皇位継承儀礼について記述があるものの、「大刀契、近代無其實、辛櫃許也、 」と唐櫃だけで中身は伴わなかったことが確認できる。その後の室町時代から江戸時代の公卿の日記にも、大刀契の存在は記されなくなる。
一度は歴史から姿を消した大刀契だが、江戸時代後期、光格天皇の時代から再び記録に名前が現れるようになる。寛政2年（1790年）11月22日、天明の大火で焼失した御所が再建され光格天皇が遷幸した際の記録からは、その行列に大刀契の櫃が含まれていたことが確認できる。また新嘗祭の記録においても、桜町天皇から後桜町天皇までの新嘗祭では確認できない「契櫃」が、光格天皇の寛政5年（1793年）以降、仁孝・孝明天皇の新嘗祭においても登場するようになっている。また皇位継承に際しても、宮内庁書陵部蔵「明正天皇御譲位交名」と一体のものとみられる「御譲位次第」には「太刀契以下㕝近代無之」とあり、後西・霊元・東山・中御門・桃園天皇の剣璽渡御の行列には大刀契は確認できないが、文化14年（1817年）の光格天皇から仁孝天皇への剣璽渡御の行列には「大刀契櫃」が含まれている。これらから野村玄は寛政2年の行幸の際に大刀契櫃が復活し、これが皇位継承儀礼にも用いられるようになったと推測している。
しかし明治天皇が皇位を継承した際は剣璽渡御は行われず、大刀契櫃の存在は確認できなくなり、東京行幸の際の記録からも見いだすことはできない。明治6年（1873年）の皇城火災で焼損を免れた物品のリストには「御傳来御辛櫃　二合」が含まれているが、この一つが大刀契櫃であるかは不明である。

## 構成
大刀契の構成は次の通り。
大刀
大刀2口と節刀数口からなる。大刀2口は百済からの貢納と伝えられ、片方は「三公闘戦剣」の名で「将軍剣」「破敵剣」とも称され、もう一方は「日月護身剣」の名であったといい、これらには四神や北斗七星が刻まれていたという。節刀は、出征する将軍などに持たせて任を明らかにする刀になる。これら大刀・節刀の長さはいずれも2-3尺（約60-90センチメートル）という。
契
兵を発するための符契（符節/割り符）。魚形を成して数種類があり、長さは約2寸（約6センチメートル）という。このような符契の相伝は中国の唐に倣うものと見られる。

## 関連文献
- 山下克明「陰陽道と護身剣・破敵剣」（『平安時代の宗教文化と陰陽道』岩田書院、1996年）ISBN 978-4900697652